# Aletta Ruijsch
Aletta Jacoba Josephina Ruijsch (* 6. August 1860 in Den Helder; † 20. November 1930 in Den Haag) war eine niederländische Malerin.

## Leben und Werk

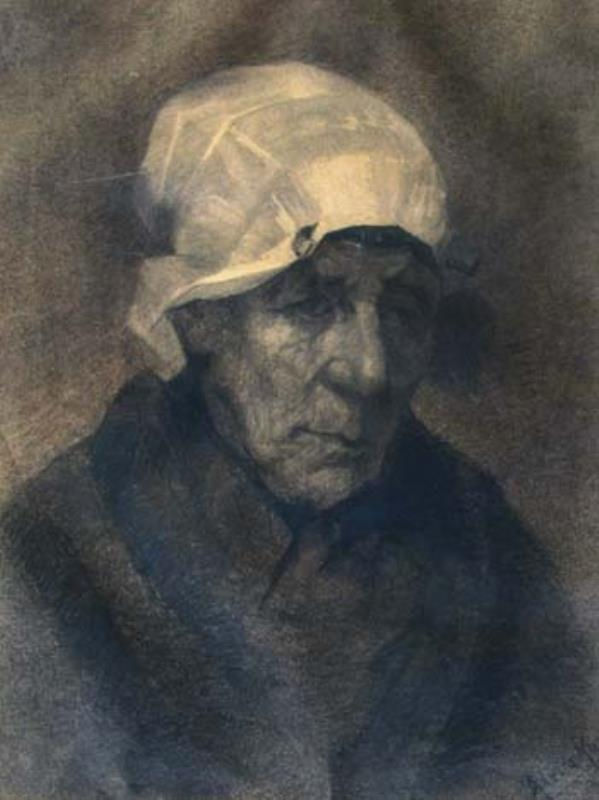
Kohlezeichnung, 1890

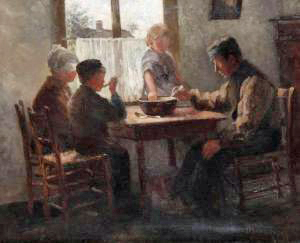
Innenraum mit Bauernfamilie, vor 1930

Aletta Ruijsch wurde am 6. August 1860 in Den Helder geboren. Ihr Vater war der Marineoffizier Wilhelmus Ruijsch (1823–1875), ihre Mutter Jacoba Josephina de Block (1825–1903). Sie hatte einen Bruder Francois Arnold Constant Ruysch, der ebenfalls Marineoffizier war. Aletta Ruijsch heiratete am 27. April 1899 den Maler Hendrik Otto van Thol.
Ruijsch studierte an der Willem de Kooning Academie in Rotterdam und der Koninklijke Academie van Beeldende Kunsten in Den Haag. Sie war Schülerin von Eugène Joors und später war sie Lehrerin von Nelly Goedewaagen. Zusammen mit Hendrik Otto van Thol erhielt sie 1892 von der Königin einen Förderpreis. Sie gehörte mehreren Künstlervereinigungen an, wie der Schilder- en teekengenootschap Kunstliefde in Uetrecht, dem Pulchri Studio in Den Haag, der Kunstenaarsvereniging Sint Lucas in Amsterdam und Arti et Amicitiae in Amsterdam. Sie nahm regelmäßig an den Ausstellungen der Kunstvereinigungen teil.
Aletta van Thol starb am 20. November 1930 und wurde auf dem Friedhof Oud Eik en Duinen bestattet.